# NGC 2774
NGC 2774 (другие обозначения — MCG 3-24-4, ZWG 91.15, PGC 25879, SDSS J091039.92+184147.6) — линзовидная галактика в созвездии Рака. Открыта Уильямом Гершелем в 1784 году.
Излучение галактики в радиодиапазоне на частоте 150 МГц выглядит довольно необычно: яркий центральный источник наложен на область диффузного излучения размером в 150 килопарсек.
Этот объект входит в число перечисленных в оригинальной редакции «Нового общего каталога».